# 马丁斯堡 (密苏里州)
马丁斯堡，美国密苏里州奥德雷恩县的一个城市，位于该县东南部。总人口304（2010年）。